# 大西洋衝浪馬珂蛤
大西洋衝浪馬珂蛤（学名：Spisula solidissima）也被稱為加拿大北極貝，为馬珂蛤科馬珂蛤屬下的一个种。